# Obliek

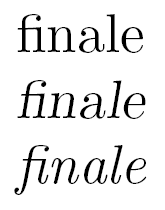
Romein, obliek en cursief

De obliek is een verschijningsvorm van een lettertype waarbij dat lettertype lichtjes naar rechts overhelt en dus op dezelfde manier gebruikt wordt als de cursief. Het verschil tussen de twee is dat de lettervormen van de cursief ook werkelijk verschillen van de lettervormen van de romein, terwijl de lettervormen van de obliek gewoon een schuingezette romein zijn.